# Алексеев, Владимир Ефремович
Владимир Ефремович Алексеев (1784—1832) — российский медальер.

## Биография
С 1801 года был учеником Карла Леберехта на монетном дворе и в 1805 году за усердие и талант был переведён в медальеры.
Из его работ наиболее известны: портрет императора Российской империи Николая I на медали в память коронования этого государя, медаль в память о посещении прусским королём Фридрихом III города Санкт-Петербурга и медаль на заключение мира с Турцией по окончании Русско-турецкой войны в 1829 году.
Владимир Ефремович Алексеев скончался в 1832 году.
На своих работах использовал подпись «А» или «В. А.»

## Другие работы мастера
- Медаль «В честь заслуженному солдату» 1806 год
- Медаль «За спасение погибавших», около 1830 года, с польскою надписью «от Екатеринославской гимназии», с девизом «в свете Твоём узрим свет»
- В. А. — «От мореходного училища»
- Медаль «За полезное» при Имп. Александре I — оборотная сторона
- «На посещение персидским принцем Аббас-Мирзою спб. монетного двора в 1829 г.»
- Медаль «За верность»
- «За трудолюбие и искусство» 1831 год
- Медаль «За полезное» 1831 год

и др.